# Bibliografische Datenbank
Bibliografische Datenbanken sind Literaturdatenbanken zu einem bestimmten Fachgebiet oder Thema und enthalten bibliografische Angaben wie Verfasser, Titel und Erscheinungsjahr eines Werkes, manchmal auch eine kurze Annotation. Sie werden auch als „Verweisdatenbank“ bezeichnet.
Im Zuge der Kataloganreicherung (engl. catalog enrichment) werden teilweise auch Inhaltsverzeichnisse oder Titelbilder hinzugefügt. Im Gegensatz zu Volltextdatenbanken ist der Text des Werkes nicht in der Datenbank verfügbar. Bibliothekskataloge und Buchhandelsverzeichnisse, wie das Verzeichnis lieferbarer Bücher, sind meist bibliografische Datenbanken, verzeichnen jedoch einen Bestand verschiedener Themen.
Bekannte bibliografische Datenbanken sind VD 17 und MEDLINE sowie die Zeitschriftendatenbank, WorldCat und die Deutsche Nationalbibliografie. In der Digitalen Bibliothek können nicht nur bibliographische Datenbanken (u. a. von Bibliotheken) per Metasuche abgefragt werden, sondern auch Volltextdatenbanken.

## Beispiele
- Karlsruher Virtueller Katalog, vascoda